# Joseph Brennan (1912–1980)
Joseph Brennan (irl. Seosamh Ó Braonáin; ur. 14 lutego 1912 w Donegalu, zm. 13 lipca 1980 w Bruckless) – irlandzki polityk. Ceann Comhairle w latach 1977–1980, parlamentarzysta i minister w różnych resortach.

## Życiorys
W młodości uprawiał futbol gaelicki. Pracował jako dziennikarz, licytator i kupiec. Od 1931 obejmował różne funkcje w strukturach partii Fianna Fáil. W trakcie stanu wyjątkowego wprowadzonego w związku z II wojną światową służył w lokalnych siłach rezerwy (LDF i FCA). Od 1945 do 1959 był radnym hrabstwa Donegal.
W 1951 po raz pierwszy uzyskał mandat posła do Dáil Éireann. Siedmiokrotnie (w 1954, 1957, 1961, 1965, 1969, 1973 i 1977) z powodzeniem ubiegał się o reelekcję do niższej izby irlandzkiego parlamentu. Od 1959 do 1961 był parlamentarnym sekretarzem przy ministrze finansów. Następnie do 1965 pełnił funkcję parlamentarnego sekretarza przy premierze i ministrze obrony, zajmując jednocześnie stanowisko government chief whip. W randze ministra wchodził w skład rządów, którymi kierowali Seán Lemass i Jack Lynch. Był w nich ministrem do spraw poczty i telegrafów (od kwietnia 1965 do listopada 1966), ministrem zabezpieczenia społecznego (od listopada 1966 do lipca 1969, od maja 1970 do marca 1973) oraz ministrem pracy (od maja 1970 do marca 1973). Był również zastępcą lidera swojego ugrupowania. W lipcu 1977 objął urząd przewodniczącego Dáil Éireann. Sprawował go do czasu swojej śmierci w lipcu 1980.